# TOMATO (デザイン集団)
Tomatoは、商業、芸術、研究を基礎づけるクロスプラットフォームのプロジェクトを開発しているディレクター、デザイナー、芸術家、作家、プロデューサー、作曲家の世界的なグループにより、様々な形式のデザインや映画制作をする集団。
1991年にロンドンで設立。設立メンバーは、スティーブ・ベイカー、ディルク・ヴァン・ドーレン、サイモン・テイラー、ジョン・ワーウィッカー、グラハム・ウッド、またブラックとして知られているアーティストである、コリン・バーンコンビと、エレクトロニックグループ「アンダーワールド」のミュージシャンのカール・ハイドとリック・スミスである。
また、Tomatoは定期的にデザインの講義を行い、2冊の本を出版している 。プロセスとベアバック：3つ目のTomatoプロジェクトを開発している。
ロンドンの中核スタジオに加えて、Tomatoは、メルボルンと東京でのプレゼンスを持っている 。
2012年に新メインロサンゼルスの創造/制作スタジオと現地事務所で初の全額出資の米国での実体、Tomatoスタジオをニューヨークに開いた。 
2014年に、Tomatoは排他的なディレクターの米国での表現、およびクリエイティブなプロジェクトの共同開発のために制作会社ツイストフィルムとの契約を締結した。

## 作品
- テレビ朝日のロゴマーク[10]

- テレビ朝日のロゴ